# Kévin N’Doram
Kévin N'Doram (ur. 22 stycznia 1996 w Saint-Sébastien-sur-Loire) – francuski piłkarz pochodzenia czadyjskiego występujący na pozycji pomocnika lub środkowego obrońcy. Zawodnik klubu FC Metz.

## Kariera klubowa
Urodzony w Saint-Sébastien-sur-Loire koło Nantes. Jest synem piłkarza czadyjskiego Japheta N'Dorama, byłego zawodnika FC Nantes. Jego brat Rodrigue N’Doram również jest piłkarzem. 
Kévin N'Doram karierę rozpoczynał w młodzieżowej drużynie francuskiego zespołu AS Monaco, z którą zdobył mistrzostwo Francji U19 w 2013 roku. W 2015 roku podpisał swój pierwszy kontrakt profesjonalny. 20 sierpnia 2016 roku zadebiutował w Ligue 1 w meczu wyjazdowym przeciw FC Nantes wygranym 1:0. 
W lipcu 2019 roku N'Doram został wypożyczony na 1 sezon do FC Metz. 4 czerwca 2020 roku podpisał 4-letni kontrakt z FC Metz, do którego przeszedł za kwotę 4,5 mln euro. 

## Kariera reprezentacyjna
W reprezentacji Francji U-21 w piłce nożnej N'Doram rozegrał 2 mecze w 2017 roku. Zadebiutował w wygranym 3:0 meczu towarzyskim przeciw Albanii 5 czerwca 2017 roku.